# Keith Harding
Keith Harding (* 21. November 1938 in Chipping Norton; † 15. November 2021) war ein schottischer Politiker.
Harding besuchte die Chipping Norton Grammar School und studierte in Oxford. Anschließend war er im Bankwesen tätig. 1986 wurde er zum Ratsmitglied von Stirling gewählt, was er bis 2003 blieb und schließlich von seiner Ehefrau abgelöst wurde. Bei den ersten Parlamentswahlen zum neugeschaffenen Schottischen Parlament wurde Harding auf den ersten Listenplatz der Conservative Party für die Wahlregion Mid Scotland and Fife gesetzt, trat jedoch nicht als Kandidat in einem der Wahlkreise an. Auf Grund des Wahlergebnisses zog er als einer von drei Kandidaten der Conservative Party in das Parlament ein. Bei der Veröffentlichungen der neuen Wahllisten für die Parlamentswahlen 2003 war Harding nur noch auf dem aussichtslosen fünften Listenplatz zu finden, weshalb er nach Ablauf seiner Amtszeit nach über 20 Jahren Parteizugehörigkeit von der Conservative Party zur Scottish People’s Alliance wechselte. Für diese Partei trat er bei den Parlamentswahlen 2003 sowohl als Direktkandidat für den Wahlkreis Stirling als auch auf dem ersten Listenplatz für Mid Scotland and Fife an. Im Wahlkreis Stirling erhielt Harding mit deutlichem Abstand die wenigsten Stimmen der sechs Kandidaten, die Partei blieb in Mid Scotland and Fife mit 0,48 % der abgegebenen Stimmen chancenlos.